# Bad Romance (TV-serie)
Bad Romance är en thailändsk TV-serie som sändes på PPTV HD 36 från 18 juli till 5 september 2016.

## Rollista (i urval)
- Visava Thaiyanont som Cho
- Pimnitchakun Bumrungkit som Yihwa
- Pakorn Thanasrivanitchai som Knock
- Nattapol Diloknawarit som Korn
- Thanaporn Rattanasasiwimon som Dewy
- Petiei Hokari som Being
- Simon Kessler som James
- Krisada Supapprom som Phon